# 太田昌孝 (情報科学者)
太田 昌孝（おおた まさたか、1959年11月 - ）は、日本の情報科学者。東京工業大学大学院情報理工学研究科講師。モバイルブロードバンド協会理事長、情報通信研究機構（NICT）光ネットワーク研究所客員研究員。

## 人物
専門分野は、計算機科学、インターネット。研究テーマは、コンピュータネットワーク、文字コード、コンピュータグラフィックス。
インターネット学協会、インターネット技術研究委員会、情報処理学会、電子情報通信学会に所属。
日本におけるADSLのオーソリティの一人で、ADSL普及の過程では当時の郵政省において多くの懇話会等に参加した他、当時の東京めたりっく通信が行ったADSLの相互干渉実験などで中心的役割を演じた。2002年から2003年にかけて総務省の 情報通信審議会 情報通信技術分科会 事業用電気通信設備等委員会 DSL作業班（通称「DSL作業班」）においてADSL相互間の干渉が議題となった際には、ソフトバンクBB側の技術顧問として、当時のイー・アクセスとの対立の急先鋒に立った。

## 略歴
- 1981年 - 東京大学理学部情報科学科卒業。
- 1986年 - 東京大学理学系研究科情報科学博士課程単位取得退学。同年、東京工業大学総合情報処理センター助手[6]
- 1994年 - 博士(理学)を東京工業大学より授与。論文題目は「高品位コンピュータグラフィックスの研究」[7]
- 1995年 - 講師に昇任。情報処理学会山下記念研究賞
- 1997年 - 電気通信普及財団賞奨励賞
- 2001年 - 情報処理学会Best Author賞
- 2006年 - PN研究賞

## 著書
- 科学技術と知的財産権（文化創造研究所、2006年9月）
- ドキュメント伊那ADSL（丸山学芸図書、1998年）
- いま日本語があぶない（丸山学芸図書、1997年）
- 応用グラフィックス（アスキー、1986年）